# L'Empereur Tomato Ketchup
Albums de Bérurier Noir
Joyeux Merdier Abracadaboum
L'Empereur Tomato-Ketchup est un 45 tours de Bérurier Noir sorti en décembre 1986 chez Bondage. Le titre est un succès commercial et radiophonique qui révèle au grand public le groupe et la scène rock alternatif.

## Historique

### Réalisation
Le 45 tours sort en décembre 1986 chez Bondage. La pochette de ce 45t se présente sous la forme d'un dépliant exposant les textes des deux chansons, des illustrations du dessinateur Laul ainsi qu'une photo de Masto figurant un groupe d'enfants d'une cité de Torcy.
Le nom de l’EP (extended play) et de la chanson éponyme qui en est extraite fait référence au long-métrage L'empereur Jus de tomate du cinéaste japonais Shūji Terayama mort trois ans plus tôt. Son film L’Empereur Tomato Ketchup est la suite de La Chasse aux adultes (Otona gari), un feuilleton radiophonique où Terayama qui raconte une révolution violente fomentée par des enfants tuant ou réduisant leurs parents en esclavage,.
Les textes sont proches de l'atmosphère du film et dépeignent une révolte d'enfants contre le monde adulte. La musique est punk d'influence hispanisante.
Les titres de cet EP seront ensuite compilés sur l'album Abracadaboum.

### Diffusion radiophonique et reconnaissance grand public
L’importance de plus en plus grande du groupe et son succès croissant amène à cette époque les médias français à s’intéresser aux Bérus et à la scène du rock alternatif en général. Ainsi le groupe voit son titre L'empereur Tomato-Ketchup diffusé sur la radio NRJ en 1987 ce qui aura pour effet d'intensifier le succès de l’EP.

À propos du passage de L'empereur Tomato-Ketchup sur les ondes, Loran (guitare/chant) raconte : « En 1986, un million de jeunes sont dans la rue et chantent des chansons des Bérus. La presse en parle, c’est le phénomène Béru. NRJ, radio branchée, qui ne veut pas rater la coche, demande à Bondage un exemplaire promo du 45t. Le label refuse et lui dit d’aller se l’acheter. Une semaine après, NRJ matraque le morceau à l’antenne en retournant la situation à son avantage : "Les Bérus sont géniaux, ils nous ont même forcés à acheter leur disque, ils sont déments !" ».
Le titre révèle au grand public le groupe et la scène rock alternatif.

### Face BPavillon 36
Le titre Pavillon 36 dénonce à la fois les pratiques psychiatriques et les conditions sanitaires déplorables dans lesquelles étaient maintenus les patients du pavillon 36 de l'hôpital psychiatrique Paul Guiraud à Villejuif.

## Liste des titres
1. L'empereur Tomato-Ketchup
2. Pavillon 36